# Philip Massinger
Philip Massinger (ur. 1584 w Salisbury, zm. 17 marca 1640 w Londynie) – angielski dramaturg. Jego rodzicami byli Arthur i Anne Massingerowie. Studiował w Oksfordzie, ale opuścił uniwersytet bez uzyskania stopnia naukowego i w 1606 przybył do Londynu. Współpracował z Thomasem Dekkerem i Johnem Fletcherem.
Pisał tragedie i komedie, m.in.:
- The virgin Martyr (1622)
- The Duke of Milan (1623)
- The fatal Dowry (1632)
- The Maide of honour (1632)
- The City madame (1632)

Za jego najlepszą i najpopularniejszą sztukę uchodzi komedia A New Way to Pay Old Debts (Nowy sposób na stare długi, 1633). Utwór ten przełożył na język polski Jerzy S. Sito.